# Rezerwat przyrody Zajęcze Wzgórze
Rezerwat przyrody Zajęcze Wzgórze (kaszb. Zajcowô Rzma) – rezerwat przyrody położony na terenie Trójmiejskiego Parku Krajobrazowego, w lasach w zachodniej części Sopotu. Utworzony został w 1983, a jego powierzchnia wynosi 11,66 ha. Występuje tu 89 gatunków roślin naczyniowych. Jest to jedyny rezerwat przyrody w Sopocie. Prowadzi tędy Szlak Skarszewski – zielony znakowany szlak turystyczny.
Rezerwat zamyka ul. Kochanowskiego, a położony jest na krawędzi wysoczyzny morenowej, tworzącej tu strome zbocza. Wznosi się nad Doliną Owczą (przez którą biegnie ulica Wybickiego, zakończona stadionem lekkoatletycznym), a na wzgórzu znajduje się (oznaczany na mapach, ale w rzeczywistości nieogrodzony i nieoznaczony) punkt widokowy, z którego rozpościera się widok na Sopot i Zatokę Gdańską.
Na południe i zachód od rezerwatu znajduje się Dolina Świemirowska, z biegnącym nią Potokiem Świemirowskim.

## Przyroda w rezerwacie
Utworzony został w celu ochrony kwaśnej buczyny niżowej (Luzulo Pilosae Fagetum), która rośnie tu na glebach ubogich, wypierając stopniowo sadzoną sztucznie przez człowieka sosnę. Drzewostan dębowo-sosnowo-bukowy liczy przeważnie około 150-200 lat. Znaleźć tu można pomnikowe okazy sosny (nr 532, 3,1 m obwodu, 25 m wysokości), sosny wejmutki (nr 484, 2,1 m obwodu, 33 m wysokości), dębu szypułkowego i buka zwyczajnego, rosną tu też brzozy, graby. Runo leśne jest ubogie, co jest rzeczą typową dla lasów bukowych. Przeważają w nim: konwalijka dwulistna, kosmatka owłosiona, borówka czernica, siódmaczek leśny, śmiałek pogięty, szczawik zajęczy.
Ochronie ścisłej podlegają: bluszcz pospolity, cis pospolity i jarząb szwedzki (Sorbus intermedia). W rezerwacie występują też rośliny podlegające ochronie częściowej: konwalia majowa, marzanka wonna oraz kruszyna pospolita. Rezerwat jest unikalnym, wśród otaczających drzewostanów gospodarczych, skupiskiem martwego drewna w postaci stojących i leżących pni, często porośniętych mchem i saproksylicznymi grzybami. Nadaje to krajobrazowi rezerwatu prawdziwie puszczański wygląd, ale też dostarcza miejsca do życia unikalnym gatunkom owadów. Należy do nich w szczególności żądłówka Crossocerus heydeni – owad z rodziny grzebaczowatych, mający tu swoje jedyne stanowisko w Polsce, a także rzadki w kraju, pokrewny gatunek Crossocerus cetratus. Wśród drzew gnieżdżą się takie ptaki, jak: zięby, sikory bogatki, sikory modre, kowaliki, kosy, rudziki, dzięcioły duże, dzięcioły czarne, sójki, grzywacze i mysikróliki.